# Циммерман, Георг
Георг Циммерман (нем. Georg Zimmermann); (род. 11 октября 1997, Аугсбург, Бавария) — немецкий профессиональный шоссейный велогонщик, выступающий за команду мирового тура «CCC Team».

## Достижения
2015
2-й  Чемпионат Германии — Групповая гонка (юниоры)
2-й Гран-при Генерала Паттона (юниоры) — Генеральная классификация
1-й  — Очковая классификация
10-й Giro della Lunigiana (юниоры) — Генеральная классификация
2018
1-й — Этап 3 Giro del Friuli-Venezia Giulia
3-й Гран-при Райффайзен
7-й Giro del Belvedere U23
2019
1-й  Тур Австрии — Горная классификация
1-й Trofeo Banca Popolare di Vicenza U23
1-й Coppa della Pace
5-й Тур де л’Авенир  — Генеральная классификация
5-й Чемпионат Германии — Групповая гонка
8-й Тур Антальи  — Генеральная классификация
2020
1-й  Этуаль де Бессеж — Горная классификация